# Сафин, Мэлс Камарович
Мэлс Камарович Сафин (19 сентября 1941, Алма-Ата — 21 ноября 2017, Алма-Ата) — советский и казахстанский архитектор, проектировщик, художник и дизайнер.

## Биография
Родился 19 сентября 1941 года в Алма-Ате. В возрасте 10 лет остался без отца. Дед: Сафа (умер в 1918 или 1919 г.). Отец: Камар Сафин (1912—1951 г.). Мать: Баязитова Мариям Хакимжановна (1913—1987 г.). В семье у них были трое детей. Сестра: Сафина Люция Камаровна (1935 г.р.), брат: Сафин Рево Камарович (1937 г.р.) и Сафин Мэлс Камарович.
С детства Мэлс любил рисовать, интересовался архитектурой, строительством, искусством и техникой. Учился в средней школе № 25, которую в 1958 году окончил с отличием. Затем в 1960 году поступил и учился в МАРХИ, г. Москва. На четвёртом курсе по семейным обстоятельствам и по состоянию здоровья вернулся домой в Алма-Ату. Позднее перевёлся в Алма-Атинский политехнический институт на архитектурный факультет, который в 1966 году окончил в числе его первых выпускников. После окончания института был направлен на работу в ГПИ «Алмаатагипрогор» (сейчас ТОО «Проектный институт Алматыгипрогор-1»), где и проработал до преклонного пенсионного возраста. Прошёл весь путь от рядового стажёра до руководителя группы, главного архитектора проектов.
В 1972 году стал автором-разработчиком известного каскадного фонтана «Неделька» на улице им. К. Байсеитовой.
Первоначально планировалось создать над фонтаном 12 арок — по количеству месяцев в году и назвать его «Времена года». (Позднее такой фонтан появится возле здания Академии наук Каз. ССР). Но места было мало, и вместилось только семь, вот и решили назвать фонтан «Неделькой». Поток воды, спускающийся по каскадам, должен был напоминать стремительную горную речку в живописном районе. Название фонтана исходит из названий (понедельник, вторник,…) навесных металлических арок с подвесными ажурными фонарями над водными каскадами, которые усиливают окружающую фонтан зелень, создают ночную подсветку и сказочную тенистую атмосферу, веют прохладой в жаркие летние вечера. Люди встречаются там согласно месту у арки текущего дня недели. С момента создания и до наших дней этот фонтан является «культовым» местом для рокеров, стиляг, хиппи других «неформалов».
В 2021 году Акиматом Алматы была завершена реконструкция фонтана и окружающей НАТОБ им. Абая территории с восстановлением их изначального вида.

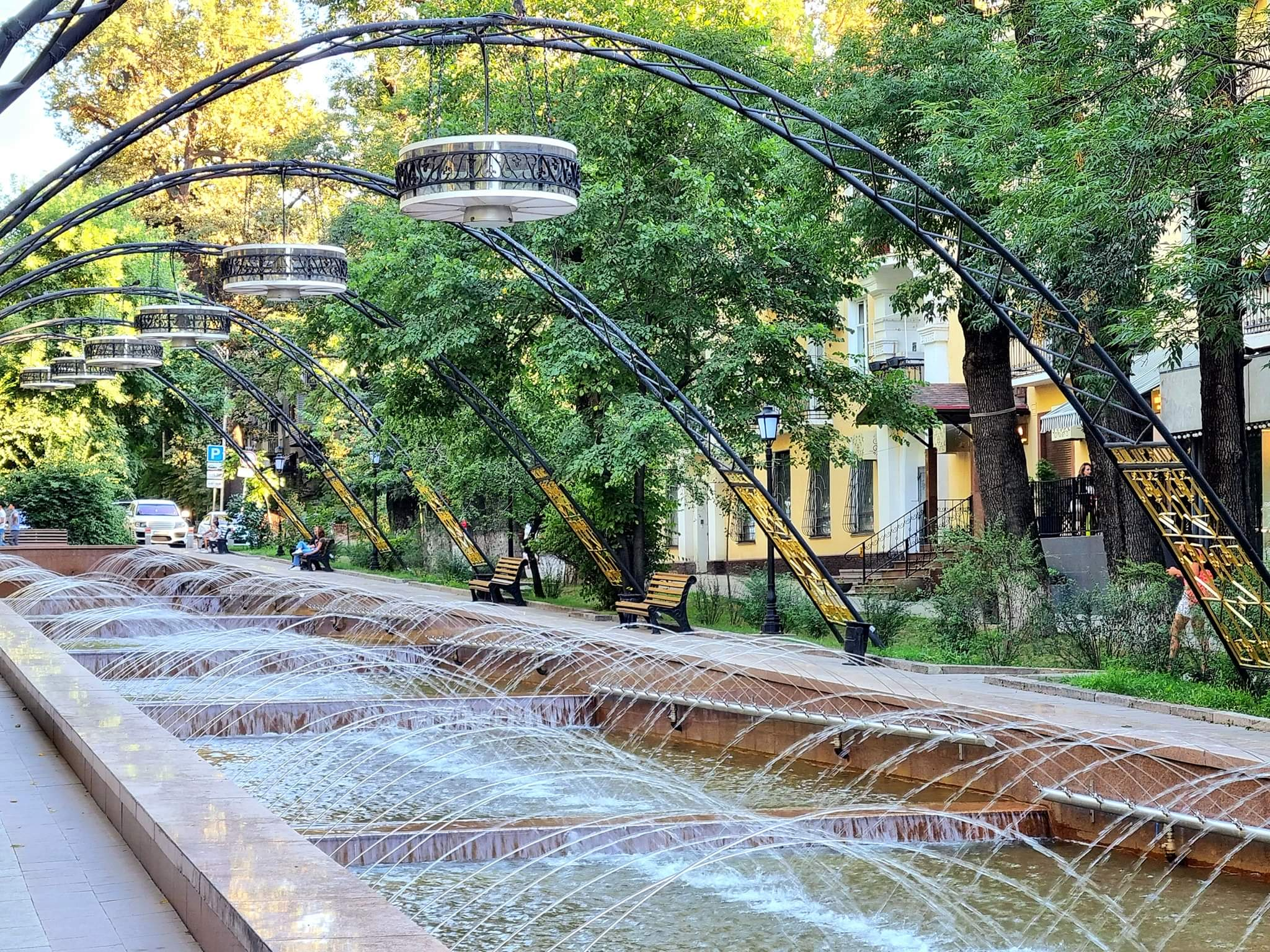

В 70-е годы разработал и спроектировал также известные фонтаны «Семиречье» («Жетысу») на улице им. Тулебаева и «Одуванчик» в сквере возле академии искусств им. Т. К. Жургенева. В замысел фонтана «Семиречье» (1970 г.) автор вложил глубокий смысл, подразумевая процесс течения и впадения семи рек своего родного Семиреченского края (семи водных потоков через желоба в общий бассейн) в озеро Балхаш. Выполнен в виде каскада из трех водных зеркал с наклонными и вертикальными струями. Главный элемент композиции — стела из розового и чёрного гранита с национальным казахским орнаментом. Позднее, уже при независимом Казахстане, перед фонтаном был установлен памятник известному казахскому композитору Мукану Тулебаеву.

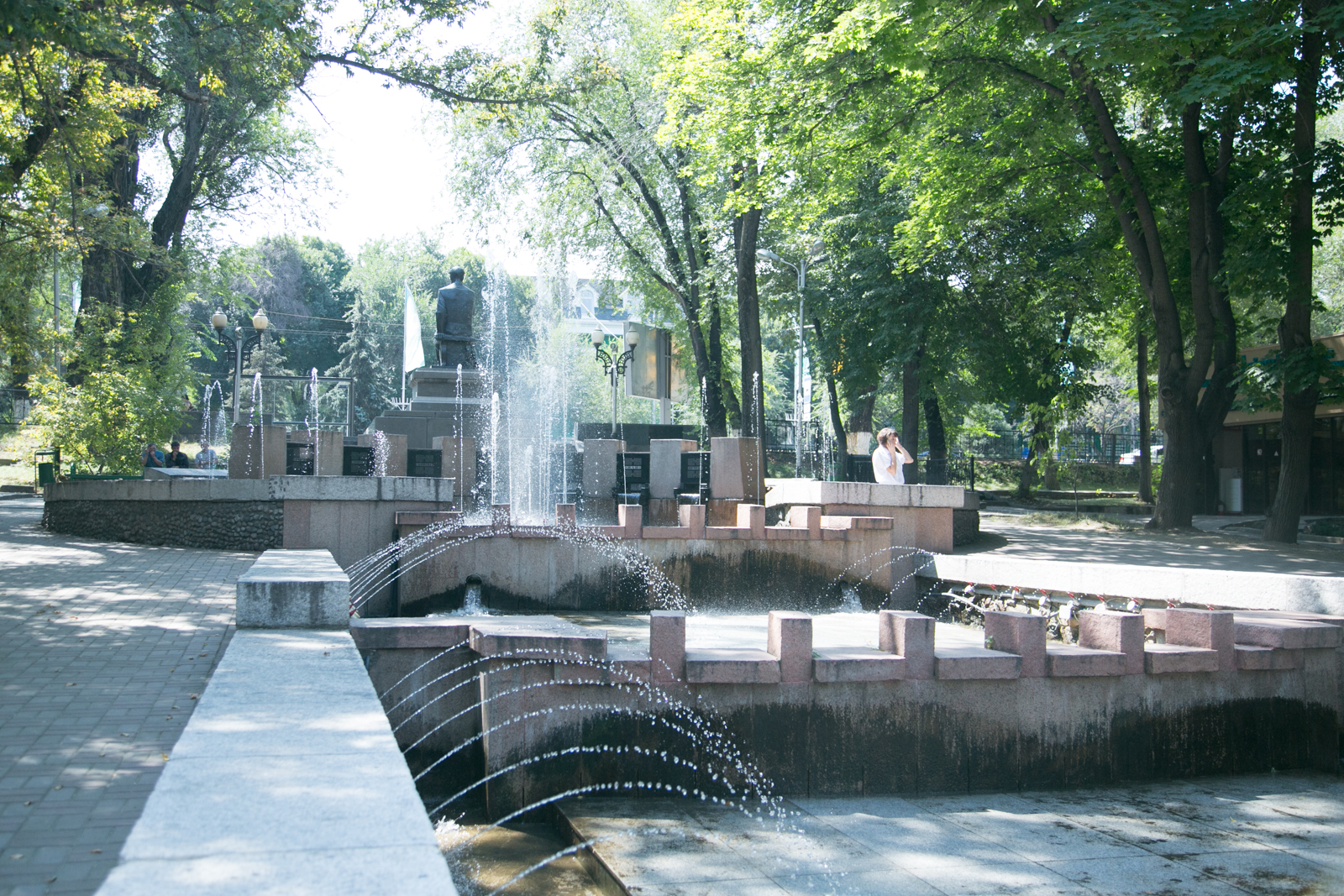

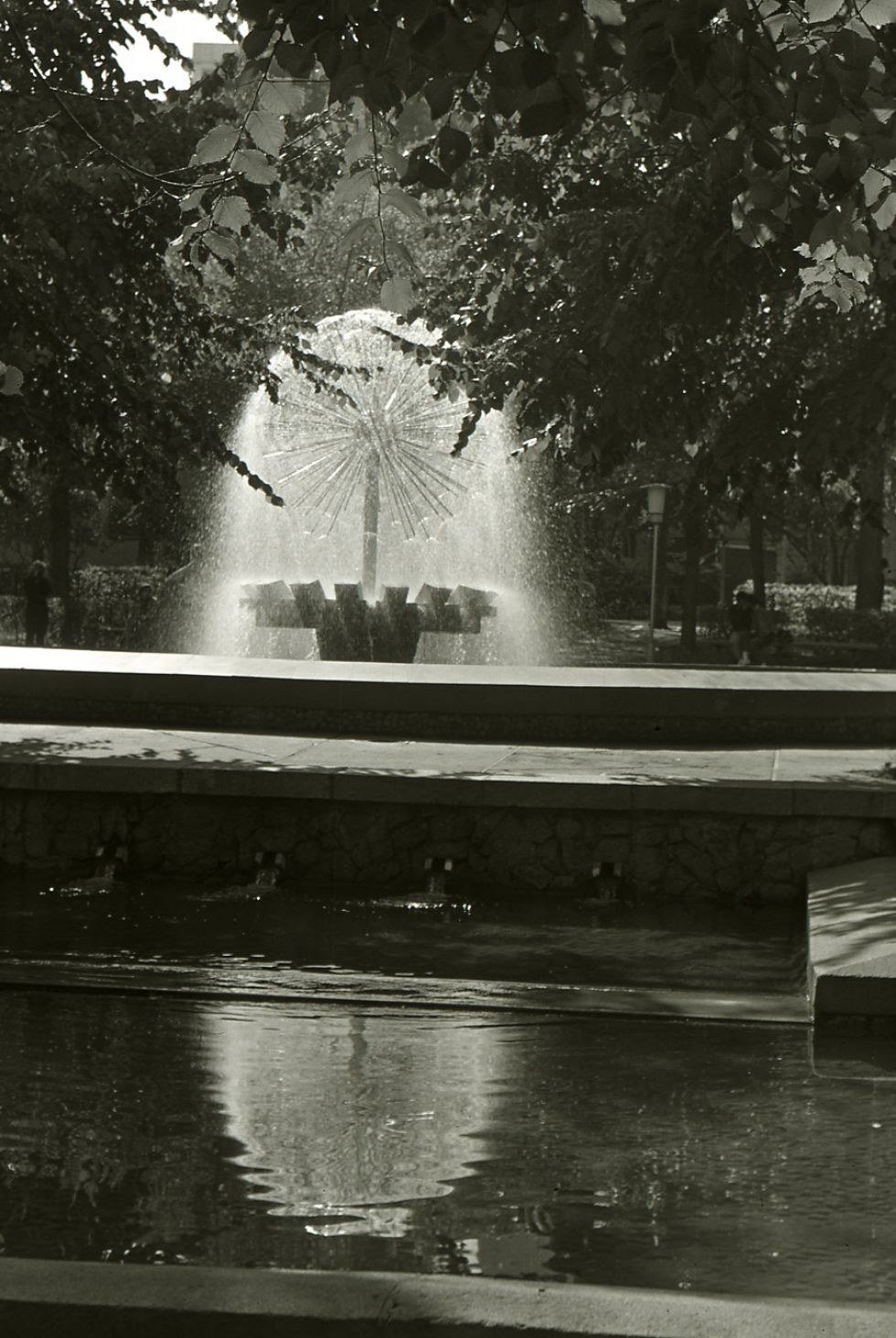

Фонтан «Одуванчик» (1978 г.) представлял собой большой металлический шар на круглом мраморном постаменте с перпендикулярно направленными из центра шара латунными трубками с распылителями воды на концах. Вода из трубок визуально покрывает поверхность шара тонкой прозрачной водной плёнкой, наподобие летучих семян одуванчика. Дополнен фонтан наклонными струями воды по периметру бассейна и декоративным каскадом. Общая площадь водного зеркала составляет 340 квадратных метров. Этот интересный фонтан был в конце 2010-х годов, к сожалению, демонтирован.
В 2019 году Акиматом Алматы фонтан был восстановлен в его прежнем виде.
Являлся также одним из авторов и разработчиков проектов застройки, передового на тот момент (80-90-е годы), элитного микрорайона «Самал» в Алма-Ате, спроектировал Алматинский пансионат для ветеранов труда и многое другое за свою долгую творческую деятельность.
Был художником, написавшим много работ в различных направлениях. В музее им. А. Кастеева была успешно проведена его персональная выставка.
Скончался 21 ноября 2017 года в Алма-Ате после тяжелой и продолжительной болезни. Похоронен на Кенсайском кладбище.